# Sticherus strictissimus
Sticherus strictissimus är en ormbunkeart som först beskrevs av Christ, och fick sitt nu gällande namn av Edwin Bingham Copeland. Sticherus strictissimus ingår i släktet Sticherus och familjen Gleicheniaceae. Inga underarter finns listade.